# Tiago Serrago
Tiago Serrago (Palermo, Ciudad de Buenos Aires, 5 de febrero de 2004) es un futbolista argentino que juega como volante ofensivo  en el Club Atlético Aldosivi de la Primera División de Argentina.

## Trayectoria

### Inicios
Serrago inició su historia futbolística en Gimnasia y Esgrima de Buenos Aires. Luego, a la edad de seis años, pasó a la Escuela de Fútbol de Ángel Labruna, se probó en inferiores y al poco tiempo fue admitido al demostrar sus habilidades en las prácticas.
En el 2019, jugando en la séptima, le convirtió un gol a Boca en un partido como visitante. El tanto sirvió para sellar el triunfo por 3 a 0 del conjunto millonario.
En marzo de 2023, marcó su primer gol en la Reserva en  frente Lanús por el Torneo Proyección. Luego, viajó con el primer equipo para disputar un partido amistoso ante Universidad de Chile, aunque no llegó a debutar.

### River Plate
En marzo de 2021, firmó su primer contrato en River Plate por tres años. Mientras que en noviembre de 2023, extendió dicho contrato hasta diciembre de 2025.

### Defensa y Justicia
En febrero de 2024, Serrago fue cedido a préstamo a Defensa y Justicia. Debutó en primera división en el encuentro que sería empate a 1 contra Central Córdoba (SdE) correspondiente a la fecha 6 de la Copa de la Liga Profesional. Su ingreso se produjo a los 49 minutos del segundo tiempo, sustituyendo a Alexis Soto que se retiró lesionado.

### Aldosivi
En enero de 2025 fue cedido por un año.
El 22 de marzo del mismo año con la camiseta del Tiburon marcaría su primer gol como futbolista profesional ante Boca Juniors, a tan solo 28 segundos de haber ingresado. 

## Estadísticas

### Clubes
Actualizado al último partido disputado el 15 de agosto de 2025.
| Club | Div.                | Temporada           | Liga         | Liga         | Liga   | Copas Nacionales (1) | Copas Nacionales (1) | Copas Nacionales (1) | Copas Internacionales (2) | Copas Internacionales (2) | Copas Internacionales (2) | Total | Total | Total  | Medida goleadora(3) |
| Club | Div.                | Temporada           | Part.        | Goles        | Asist. | Part.                | Goles                | Asist.               | Part.                     | Goles                     | Asist.                    | Part. | Goles | Asist. | Medida goleadora(3) |
| --- | ------------------- | ------------------- | ------------ | ------------ | ------ | -------------------- | -------------------- | -------------------- | ------------------------- | ------------------------- | ------------------------- | ----- | ----- | ------ | ------------------- |
| Defensa y Justicia Argentina |                     |                     |              |              |        |                      |                      |                      |                           |                           |                           |       |       |        |                     |
| 1.ª | 2024                | Inexistentes        | Inexistentes | Inexistentes | 1      | 0                    | 0                    | Inexistentes         | Inexistentes              | Inexistentes              | 1                         | 0     | 0     | 0,00   |                     |
| Total club | Total club          | 0                   | 0            | 0            | 1      | 0                    | 0                    | 0                    | 0                         | 0                         | 1                         | 0     | 0     | 0,00   |                     |
| Aldosivi Argentina |                     |                     |              |              |        |                      |                      |                      |                           |                           |                           |       |       |        |                     |
| 1.ª | 2025                | 13                  | 2            | 1            | 3      | 0                    | 0                    | Inexistentes         | Inexistentes              | Inexistentes              | 16                        | 2     | 1     | 0,12   |                     |
| Total club | Total club          | 13                  | 2            | 1            | 3      | 0                    | 0                    | 0                    | 0                         | 0                         | 16                        | 2     | 1     | 0,12   |                     |
| Total en su carrera | Total en su carrera | Total en su carrera | 13           | 2            | 1      | 4                    | 0                    | 0                    | 0                         | 0                         | 0                         | 17    | 2     | 1      | 0,11                |
| (1) Las copas nacionales se refiere a la Copa Argentina, a la Copa de la Liga Profesional y el Trofeo de Campeones. (2) Las copas internacionales se refiere a la Copa Libertadores y la Copa Sudamericana. |                     |                     |              |              |        |                      |                      |                      |                           |                           |                           |       |       |        |                     |